# Reële projectieve ruimte
In de topologie, een deelgebied van de wiskunde, is de reële projectieve ruimte of {\displaystyle \mathbf {RP} ^{n}} de projectieve ruimte van lijnen in {\displaystyle \mathbf {R} ^{n+1}}. De reële projectieve ruimte is een compacte, gladde variëteit van dimensie {\displaystyle n}, en een speciaal geval van een grassmann-variëteit. 

## Laag-dimensionale voorbeelden
- {\displaystyle \mathbf {RP} ^{1}} noemt men de reële projectieve lijn. De reële projectieve lijn is topologisch equivalent aan een cirkel.

- {\displaystyle \mathbf {RP} ^{2}} noemt men het reële projectieve vlak.

- {\displaystyle \mathbf {RP} ^{3}} is diffeomorf aan, is de rotatiegroep SO(3), dus laat {\displaystyle \mathbf {RP} ^{3}} een groepsstructuur toe. De dekkende afdeling {\displaystyle S^{3}\to \mathbf {RP} ^{3}} is een afbeelding van groepen, {\displaystyle \operatorname {Spin} (3)\to SO(3)}, waar de Spin(3) een lie-groep is die de universele dekking van {\displaystyle SO(3)} is.